# Phil Bayton
Phil Bayton (* 18. September 1950 in Kingswinford bei Dudley) ist ein ehemaliger britischer Radsportler und britischer Meister im Radsport.

## Sportliche Laufbahn
Bayton begann als Jugendlicher mit dem Radsport, er war Mitglied im Verein Stourbridge Cycling Club, wechselte kurze Zeit später zum Verein Thornhill Cycling Club. Mit 16 Jahren gewann er sein erstes Radrennen. 1969 gewann er erste kleinere Rennen in seiner Heimat. 1972 startete er erstmals für die britische Nationalmannschaft bei der Algerien-Rundfahrt und konnte mit dem Grand Prix de France ein renommiertes internationales Zeitfahren gewinnen. Seine Nominierung für die Olympischen Sommerspiele in München 1972 konnte er mit einem sehr guten fünften Platz im Straßenrennen rechtfertigen. Später wurde er nach einer Disqualifikation des Spaniers Huélamo auf Platz vier gesetzt. Im folgenden Jahr löste er dann eine Lizenz als Berufsfahrer und startete für das bekannte britische Team TI-Raleigh, das zu jener Zeit überwiegend britische Fahrer verpflichtete. Der dritte Platz bei der Trofeo Baracchi mit seinem engen Freund Dave Lloyd war sein bestes Ergebnis in jenem ersten Profijahr.  Nach zwei Jahren beim Team TI-Raleigh erhielt er ein Angebot des belgischen Watneys-Rennstalles, das er jedoch ablehnte, dies aber später sehr bereute. Er wollte den Radsport ganz aufgeben und in seiner Heimat in einer Fabrik arbeiten. Hugh Porter überredete ihn jedoch die Karriere fortzusetzen, wobei er den Radsport neben seinem Fabrikjob betrieb. 1975 und 1976 wurde er britischer Meister auf der Bahn in der Einerverfolgung. Er bestritt überwiegend Rennen in Großbritannien und gewann zahlreiche Kriterien und Rundstreckenrennen (so z. B. allein 13 Rennen im Jahr 1981). 1982 gewann er die britische Meisterschaft im Kriterium. Bis 1989 startete er für diverse britische Profi-Teams, dann beendete er mit 39 Jahren seine Laufbahn. Auch später fuhr Bayton weiter Rennrad, ohne jedoch noch Rennen zu bestreiten.

## Berufliches
Bayton wurde nach seiner Karriere sportlicher Leiter des Team Everready.

## Familiäres
Von seinen vier Kindern betrieb sein Sohn Grant Bayton ebenfalls Radsport.